# Gökçeağaç, Bafra
Gökçeağaç là một xã thuộc huyện Bafra, tỉnh Samsun, Thổ Nhĩ Kỳ. Dân số thời điểm năm 2010 là 542 người.